# Eden (pel·lícula)
Eden és una propera pel·lícula de thriller de supervivència dirigida per Ron Howard. És protagonitzada per un repartiment conjunt que inclou Ana de Armas, Jude Law, Vanessa Kirby, Daniel Brühl, Sydney Sweeney, Richard Roxburgh, Felix Kammerer, Toby Wallace, Paul Gleeson i Ignacio Gasparini. Hans Zimmer compondrà la partitura.

## Sinopsi
Un grup de persones abandona la societat i la civilització per viatjar a les Galápagos i trobar el sentit de la vida.